# Roseolovirus
Roseolovirus es un género de virus de la familia Herpesviridae. De sus seis especies, tres provocan enfermedad en humanos: los herpesvirus humanos 6A y 6B (conocidos colectivamente como herpesvirus humano 6) y el herpesvirus humano 7; ambos causan roseola, una enfermedad exantemática, en niños.

## Taxonomía
A fecha de 2021, había seis especies en el género según la clasificación del Comité Internacional de Taxonomía de Virus (ICTV):
- Human betaherpesvirus 7
- Human betaherpesvirus 6A
- Human betaherpesvirus 6B
- Macacine betaherpesvirus 9
- Murid betaherpesvirus 3
- Suid betaherpesvirus 2